# Antonino Freire
Antonino Freire da Silva (Amarante, 10 de maio de 1878 — local não informado, 16 de setembro de 1934) foi um engenheiro civil funcionário público e político brasileiro que foi governador do Piauí.

## Biografia
Formado em Engenharia Civil pela Escola Politécnica da Universidade Federal do Rio de Janeiro foi Diretor de Obras Públicas do Piauí antes de ingressar na política. Eleito vice-governador do Piauí em 1908, assumiu o cargo de governador em 15 de março de 1910 em lugar de Manuel Raimundo da Paz governando o estado até 1º de julho de 1912.
Eleito deputado federal em 1914 para preencher a vaga aberta com o falecimento de João Gaioso, foi reeleito em 1915 e 1918, renunciando ao mandato em 26 de novembro de 1919 para assumir a cadeira de senador. Reeleito para o seu quarto mandato de deputado federal em 1927 e para o segundo mandato de senador em 1930, teve a carreira política interrompida pela Revolução de 1930.
Em seu governo recriou a Biblioteca Pública do Estado do Piauí.